# Józef Ćwiertnia
Józef Ćwiertnia (ur. 20 grudnia 1936 w Bulowicach, zm. 16 października 2022 w Bielsku-Białej) – polski reżyser i scenarzysta filmów animowanych.
Był absolwentem Akademii Sztuk Pięknych w Warszawie na wydziale rzeźby. W 1961 r. rozpoczął pracę w Studiu Filmów Rysunkowych, gdzie zajmował się animacją i scenografią, a od 1970 r. również reżyserią. 

## Wybrana filmografia
- 1989: Wyspa - reżyseria
- 1986-1990: Podróże kapitana Klipera - scenariusz, dialogi, opracowanie plastyczne (również reżyseria kilku odc.)
- 1984: Olimpiada Bolka i Lolka (odc. Nim zapłonie znicz) - scenariusz, reżyseria
- 1983: Olimpiada Bolka i Lolka (odc. Zawody łucznicze - scenariusz, Skok w dal - scenariusz i reżyseria)
- 1981: Reksio (odc. Reksio łyżwiarz, Reksio i koguty) - reżyseria
- 1980: Reksio (odc. Reksiowa wiosna) - reżyseria
- 1979: Reksio (odc. Reksiowa jesień, Reksio kompozytor) - reżyseria
- 1978: Przygody Bolka i Lolka (odc. Wycieczka z robotem) - reżyseria, opracowanie plastyczne; Reksio (odc. Reksio gospodarz) - reżyseria
- 1976: Reksio (odc. Reksio dentysta, Reksio kompan) - reżyseria
- 1975: Reksio (odc. Reksio swat, Reksio Robinson) - reżyseria
- 1974: Reksio (odc. Reksio ratownik, Reksio czyścioch, Reksio żeglarz, Reksio rozjemca) - reżyseria
- 1973: Przygody Bolka i Lolka (odc. Tola) - reżyseria
- 1972: Przygody kropli wody - reżyseria, opracowanie plastyczne; Reksio (odc. Reksio strażak, Reksio wędrowiec, Reksio aktor) - reżyseria
- 1970: Bolek i Lolek wyruszają w świat (odc. Przemytnik) - scenariusz, reżyseria, opracowanie plastyczne

## Nagrody
- 1991: Nagroda Przewodniczącego Komitetu Kinematografii za 1990 za całokształt twórczości w dziedzinie filmu pozafabularnego
- 1989: Nagroda Główna na Bienniale Filmu Animowanego „Fazy” w Bielsku-Białej za Wyspa
- 1976: Nagroda Ministra Spraw Zagranicznych za wybitne zasługi w propagowaniu polskiej kultury za granicą za Przygody Bolka i Lolka
- 1973: Srebrne Koziołki na Międzynarodowym Festiwalu Filmów Młodego Widza „Ale Kino!” w Poznaniu za Przygody kropli wody